# ماريا لويزا فلوريس
ماريا لويزا فلوريس (بالإسبانية: María Luisa Flores) هي عارضة وممثلة فنزويلية، ولدت في 12 أكتوبر 1979 في كاراكاس في فنزويلا.

## وصلات خارجية
- ماريا لويزا فلوريس على موقع IMDb (الإنجليزية)